# ویوو
ویوو (به انگلیسی: Vevo) (/ˈviːvoʊ/ Vee-vo, مخفف "Video Evolution", تا سال ۲۰۱۳ به عنوان VEVO طراحی شده است)  یک وب سایت به اشتراک گذاری ویدیوی چندملیتی آمریکایی است که بیشتر به دلیل ارائه موزیک ویدیوها به یوتیوب شناخته شده است. ویوو همچنین به عنوان یک برنامه در تلویزیون های هوشمند منتخب، ضبط کننده های ویدیوی دیجیتال، پخش کننده های رسانه دیجیتال و تلویزیون اینترنتی موجود است.  این سرویس زمانی یک اپلیکیشن موبایل و تبلت برای مصرف کننده ارائه می کرد، اما این برنامه در ماه مه ۲۰۱۸ بسته شد تا به این سرویس اجازه دهد تا روی دیگر پلتفرم های خود تمرکز کند. 
این سرویس پس از مذاکرات در ۱۶ ژوئن ۲۰۰۹،   به عنوان یک شرکت مشارکتی بین سه شرکت بزرگ ضبط منعقد شد : گروه موسیقی یونیورسال (UMG)، سونی موسیقی سرگرمی (SME) و اندکی قبل از راه اندازی آن توسط ئی‌ام‌آی .  خدمات این وب سایت در تاریخ ۸ دسامبر ۲۰۰۹ راه اندازی شد. ویوو هم مانند گوگل درآمد خود را از تبلیغات به‌دست می‌آورد. در اوت ۲۰۱۶، گروه موسیقی وارنر (WMG)، سومین شرکت بزرگ ضبط موسیقی جهان، موافقت کرد که مجوز ویدیوهای برتر از هنرمندان خود را به ویوو  بدهد. 
در ابتدا، این سرویس فقط موزیک ویدئو از گروه موسیقی جهانی و سرگرمی موسیقی سونی را میزبانی می کرد که در یوتیوب و برنامه آن پخش می شد،  و درآمد تبلیغات توسط گوگل و ویوو به اشتراک گذاشته می شد. 